# 斯圖爾布雷阿峰
61°35′14″N 8°07′34″E / 61.58722°N 8.12611°E
斯圖爾布雷阿峰是挪威的山峰，位於該國東南部內陸郡，處於洛姆，距離首都奧斯陸230公里，屬於尤通黑門山脈的一部分，海拔高度1,926米，受凍原氣候影響。